# Вилхелм Егон фон Фюрстенберг
Вилхелм Егон фон Фюрстенберг (на немски: Wilhelm Egon Graf von Fürstenberg; на френски: Guillaume-Egon de Fürstemberg; * 2 декември 1629, Хайлигенберг; † 10 април 1704, Париж) е граф на Фюрстенберг-Хайлигенберг, епископ на Мец (1663 – 1668), 88-и епископ на Страсбург (1682 – 1704), кардинал и министър-председател на Курфюрство Кьолн, немски и френски държавник и дипломат.

## Живот
Той е третият син на ландграф Егон VIII фон Фюрстенберг-Хайлигенберг (1588 – 1635) и съпругата му графиня Анна Мария фон Хоенцолерн-Хехинген (1603 – 1652), дъщеря на княз Йохан Георг I фон Хоенцолерн-Хехинген († 1623). По-големият му брат Франц Егон (1626 – 1682) е епископ на Страсбург (1663 – 1682).
Вилхелм Егон е заедно с по-големия му брат Франц Егон първи министър на Кьолнския курфюрст и архиепископ Максимилиан Хайнрих Баварски. През 1657 г. двамата братя се срещат с младия Луи XIV в лагера на Седан и стават привърженици на френския крал. От януари до юли 1663 г. той е пратеник на Курфюрство Кьолн в Свещената Римска империя в Регенсбург. През септември 1663 г. Вилхелм Егон е избран от катедралния капител на Седан за епископ на Мец, което папата не признава.
През 1664 г. той заедно с братята му е издигнат на имперски княз. През 1655 г. Франц Егон и Вилхелм Егон оставят техния дял от наследството срещу заплащане на брат им Херман Егон фон Фюрстенберг (1627 – 1674).
Вилхелм Егон последва през 1682 г. умрелия си брат Франц Егон като епископ на Страсбург с помощта на Луи XIV и 1686 г. с негова помощ става кардинал.
На 14 февруари 1674 г. императорски офицери арестуват Вилхелм Егон. През 1673 г. той е освободен. По заповед на император Леополд I той е затворен до 4 май 1679 г., заради контакта му с Луи XIV. Осъден е на смърт за държавно предателство. Луи XIV успява да накара император Леопод I да го освободи през май 1679 г. След края на войната той отива във френския двор, и по-късно се оттегля в абатствата Фекамп и Ст. Гермен-дес-Прес, където умира през 1704 г.